# Castillo de Barcaldine
Barcaldine Castle es un castillo del siglo XVII situado en Barcaldine cerca de Oban, Escocia. El castillo fue construido por Sir Duncan Campbell, de Glenorchy, entre 1601 y 1609. El castillo salió de su deterioro a finales del siglo XIX, cuando la Casa de Barcaldine lo convirtió en la residencia principal de la familia. Fue restaurado entre 1897 y 1911 y ahora funciona como un hotel.

## Fantasma
Se dice que el fantasma de Sir Duncan Campbell deambula por Barcaldine buscando al hombre que le asesinó.

## Citas
1. ↑  Francis H. Groome, editor (c. 1895). Ordnance Gazetteer of Scotland I. Londres: William Mackenzie. p. 128. Consultado el 6 de junio de 2010.
2. ↑  «Ten of Scotland's most haunted hotels - Arts». Scotsman.com. 29 de julio de 2010. Consultado el 7 de mayo de 2012.
3. ↑  «Scotland’s specters: Haunted castles, part 1 - Heritage». Scotsman.com. Consultado el 7 de mayo de 2012.